# Attila Mendly de Vétyemy
Attila Mendly de Vétyemy (Szeged, Hungria, 18 de dezembro de 1911 – Lisboa, Portugal, 16 de janeiro de 1964), cujo nome de batismo não incluía o patronímico "de Vétyemy" e se grafava em húngaro Mendly Attila, foi um pintor, gravador, escultor e desenhador húngaro que se radicou em Portugal na década de 1930.

## Biografia
Filho de István Gyula Mendly [hu] (1885–1947) e de Ilona Csala (1893–1968), Attila teve uma obra sua admitida na exposição do Salão Nacional (Nemzeti Szalon) de 1928, tendo ingressado no ano seguinte na Real Escola Nacional Húngara de Artes Aplicadas, em Budapeste, estabelecimento que frequentou até 1935. Nesse mesmo ano ou no ano seguinte chegou a Portugal, tendo realizado, logo em 1936, uma vasta exposição individual na Sociedade Nacional de Belas Artes.
Attila casou em 1940 com Suzana Rácz (c.1906-d.1970), pintora húngara também radicada em Portugal, que posteriormente colaborou com a Vista Alegre, onde criou diversos trabalhos para decoração em porcelana, em particular nas décadas de 1950 e 1960, já sob o nome Suzana Ferreira. Após o divórcio, que ocorreu em 1944, Attila manteve uma relação com Maria de Jesus Oliveira Costa, relação da qual nasceram Camilo Attila da Costa Mendly de Vétyemy (n. 1945; casado com a atriz brasileira Elizabeth Savala.) e Maria Helena da Costa Mendly de Vétyemy (1947–d.1986). Antes do final desta década, Maria de Jesus passou a viver definitivamente no Brasil, onde se tornaria arquiteta e escultora, acompanhada de seus filhos.
Ainda na década de 1940, Attila manteve um relacionamento com Ana Maria de Lourdes Rocha Alves (posteriormente, Ana Hatherly), do qual nasceu Catarina Hatherly (1949–1970), a única filha de Ana Hatherly. Em 1952 Attila teve uma outra filha, Verónica de Vétyemy, com quem viveu até ao fim dos seus dias, de uma relação com Eitel Chelmicki di Sigmaringen dos Santos Viegas (1924–1992).
Desde que chegou a Portugal, Attila residiu em diferentes localidades, nomeadamente em Lisboa, na década de 1930 e novamente na década de 1950, no Porto, durante a década de 1940 e, finalmente, em Benavente, para onde se mudou em 1957. O artista morreu no Instituto Português de Oncologia de Lisboa Francisco Gentil, sendo os seus restos mortais posteriormente trasladados para Benavente.

## Obra

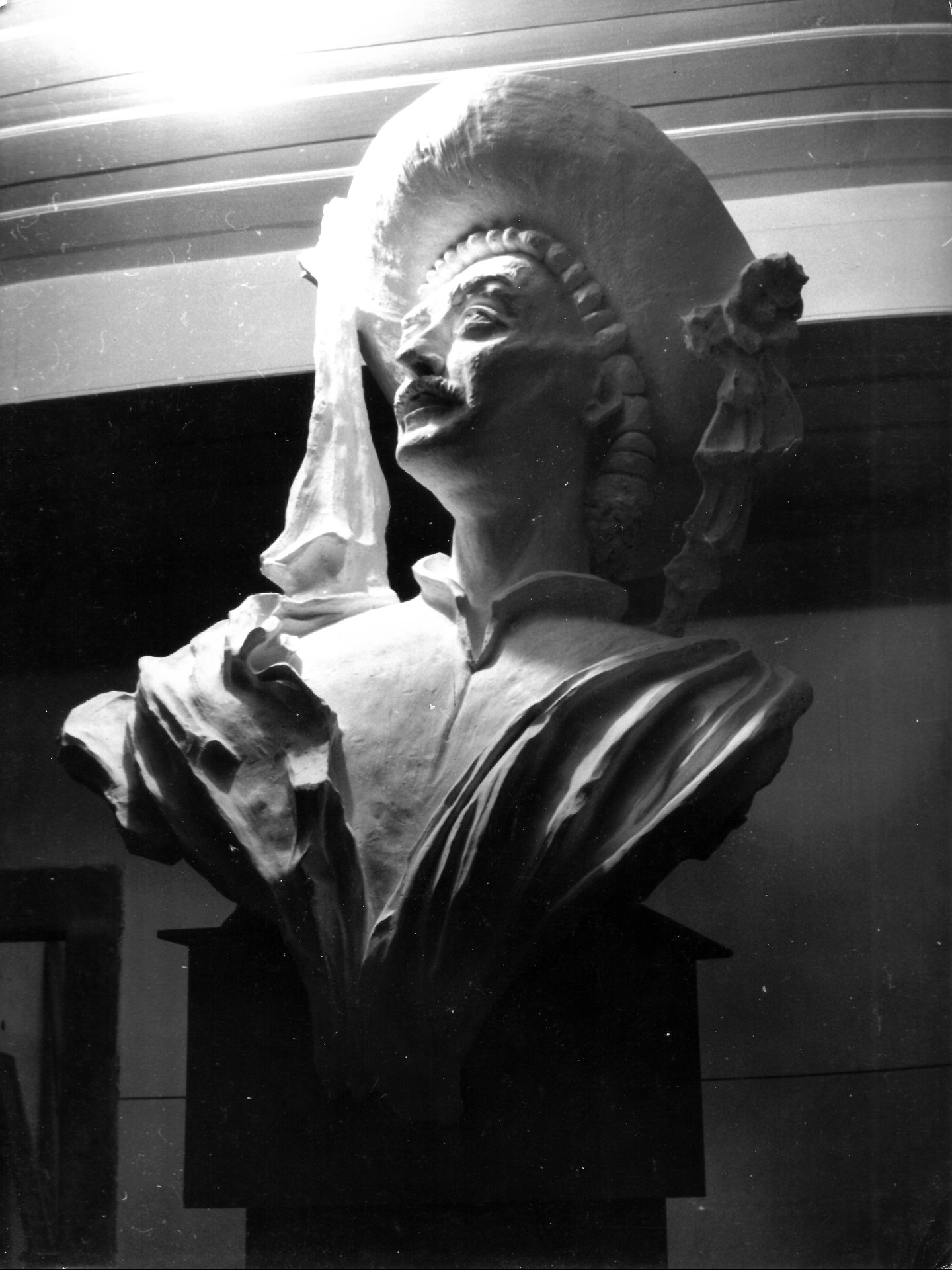
O Infante Vigia o Céu, busto alusivo ao Infante D. Henrique reproduzido na primeira página do jornal Diário de Notícias, Lisboa, de 30 de outubro de 1960

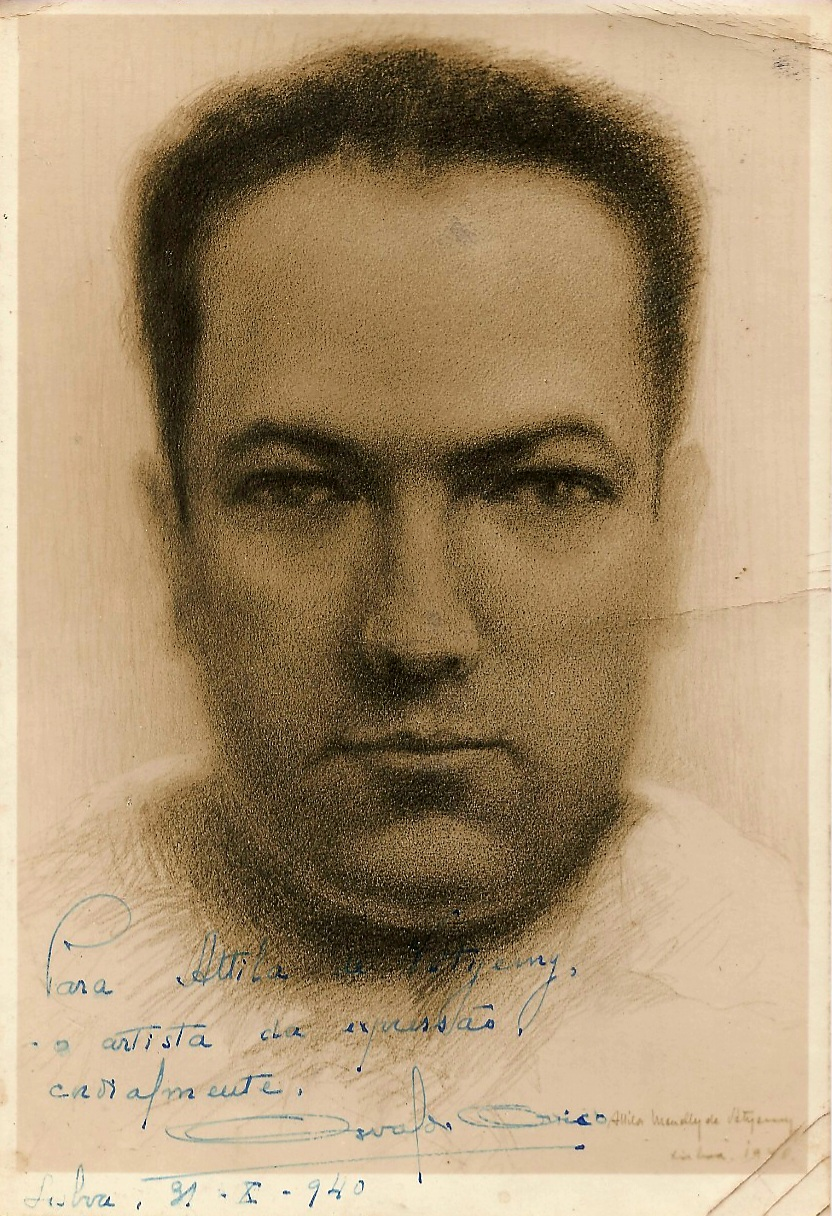
Dedicatória autógrafa de Osvaldo Orico, num postal que reproduz o seu retrato realizado por Attila, 1940

A exposição de Attila Mendly de Vétyémy na SNBA evidenciou a sua capacidade para se exprimir em diversas técnicas, como o óleo, o desenho, a aguarela e a xilogravura. Durante as décadas de 1930 e 1940, contudo, a sua obra foi particularmente marcada pela execução de dezenas de xilogravuras, técnica em que Attila foi exímio.
Muitas destas xilogravuras surgiam associadas a motivos acarinhados pelo regime do Estado Novo, como as figuras típicas e os recantos pitorescos de Lisboa, temáticas recuperadas das tendências iniciadas pelos artistas modernistas na década 1920 e consolidadas pelo Secretariado da Propaganda Nacional a partir das décadas de 1930 e 1940. As paisagens africanas e os animais exóticos, temáticas decorrentes certamente não só do Acto Colonial, promulgado em 1930, cujos princípios estão subjacentes também à materialização da Exposição Colonial Portuguesa, realizada no Porto em 1934, mas também da subsequente consolidação, na prática, desta política territorial e ideológica do regime, surgem também em grande número, estando algumas delas incluídas no Livro Pela Fé e pelo Império (1937), de Silva Tavares (1893–1964), autor que havia sido condecorado, em 1932, com o grau de Cavaleiro da Ordem Militar de Santiago da Espada, na sua peculiar qualidade de "poeta nacionalista militante".
Durante as décadas de 1940 e 1950, porém, Attila afastou-se, na sua praxis do desenho, gravura ou pintura, das temáticas claramente associadas à ideologia do regime, apenas retornando a elas por ocasião das comemorações henriquinas de 1960, quer no âmbito da pintura quer no âmbito da escultura. Aliás, o busto alusivo ao Infante D. Henrique modelado por Attila, um dos muitos que então foram criados por diferentes escultores, chegou a ser divulgado na primeira página do jornal Diário de Notícias.

## O artista e o Mosteiro de Singeverga[7]
Attila teve um estreito relacionamento com a comunidade beneditina do Mosteiro de Singeverga, em Roriz, Santo Tirso, durante a década de 1940, estando a sua primeira estadia documentada em 1941, data correspondente a algumas aguarelas alusivas à região.
Nesta estadia, esteve acompanhado de sua mulher Suzana, que pintou uma Anunciação, num registo que quase se poderia considerar um estudo para vitral, ainda hoje existente na primordial capela do mosteiro e assinada "Suzana R. Mendly de Vétyemy".
Por seu lado, Attila, para além das diversas aguarelas de paisagem (há um registo específico de onze datadas de 1942), efetuou vários estudos e retratos, a tinta-da-china, aguada ou grafite, alusivos aos membros da comunidade beneditina, realizando, em 1942, o retrato a óleo do primeiro abade de Singeverga, Luís Plácido Ferreira de Carvalho (1886–1948).
São também da autoria de Attila o ex-libris da biblioteca do mosteiro, bem como os estudos, datáveis de 1944, e a versão definitiva do rótulo hoje utilizado nas garrafas do Licor de Singeverga. Estes estudos e a versão final do grafismo do rótulo foram doados pela herdeira do artista, Verónica de Vétyemy, ao acervo do Mosteiro de Singeverga, na pessoa do atual abade de Singeverga, Dom Bernardino Ferreira da Costa, em cerimónia pública realizada em Benavente a 21 de janeiro de 2023
Na mesma ocasião, Verónica de Vétyemy doou também, ao Município de Benavente, alguns estudos a grafite sobre a lezíria ribatejana e um raro exemplar do cartaz alusivo à Feira Anual de Benavente de 1961, cujo desenho original foi da autoria de seu pai. Um conjunto de xilogravuras alusivas ao bairro de Alfama, em Lisboa, semelhantes às que integram o acervo do Museu Nacional Grão Vasco, em Viseu, foram também oferecidas ao embaixador da Hungria em Portugal, Miklós Tamas Hamai.
Embora não se conheçam quaisquer registos ou documentos que diretamente testemunhem uma posterior estadia de Attila em Singeverga, conhecem-se registos do artista referentes a dez óleos alusivos à região e datados de 1949.

## Ex-libris
Durante as décadas de 1930 e 1940, Attilla executou inúmeros estudos e xilogravuras para ex-libris, sendo conhecidos exemplares impressos de ex-libris em nome de E. Sebők, Ermete Pires, Hugo Raposo, Jorge Gama, José Maria Mercier Marques, Ludwig Wagner, Maximilian Schwair, Osvaldo Orico, Sylvie Marthe Taillet Alves e da biblioteca do Mosteiro de Singeverga, bem como estudos para ex-libris de A. J. Gouveia Neves, Amaral Leal, Fernando Barros, Jorge Tavares e da DRJLD, instituição brasileira do Rio de Janeiro.

## Livros ilustrados pelo artista
• Bettencourt, Humberto (1955). A Ilha Nova e Outras Rimas Esparsas. Ponta Delgada: Instituto Cultural.
• Bugalho, Francisco (1940). Canções de Entre Ceu e Terra. Lisboa: Editorial Presença.
• Gil, Pedro (1939). Portugal Perene. Lisboa: [Empresa do Anuário Comercial].
• Mouta, Guilherme de Oliveira (1939). Direita, Volver! Lisboa: Edição de Autor [Empresa do Anuário Comercial].
• Orico, Osvaldo (1940). À Sombra dos Jerónimos: Diário de uma Viagem ao Portugal de Oito Séculos. Lisboa: Imprensa Portugal-Brasil.
• Tavares, Silva (1937). Pela Fé e pelo Império. Lisboa: Agência Geral das Colónias.
• Vétyemy, Attila Mendly (1937). Quelques Aspects de Lisbonne: 12 Gravures sur Bois. Lisboa: Editorial Império.

## Exposições
1928 • Salão Nacional (coletiva), Budapeste, Hungria
1934 • Palácio das Artes (coletiva), Budapeste, Hungria
1936 • Sociedade Nacional de Belas Artes, Lisboa, Portugal
1946 • Porto, Portugal
1949 • 13.ª Exposição de Arte Moderna (coletiva), SNI, Lisboa, Portugal; Covilhã, Portugal
1953 • Torres Vedras, Portugal.
1954 • Salão Siva Porto (coletiva), Porto, Portugal
1955 • Portalegre, Portugal; Estremoz, Portugal
1959 • Figueira da Foz, Portugal; Covilhã, Portugal
1960 • Museu Municipal de Vila Franca de Xira, Portugal.

## Galeria de xilogravuras

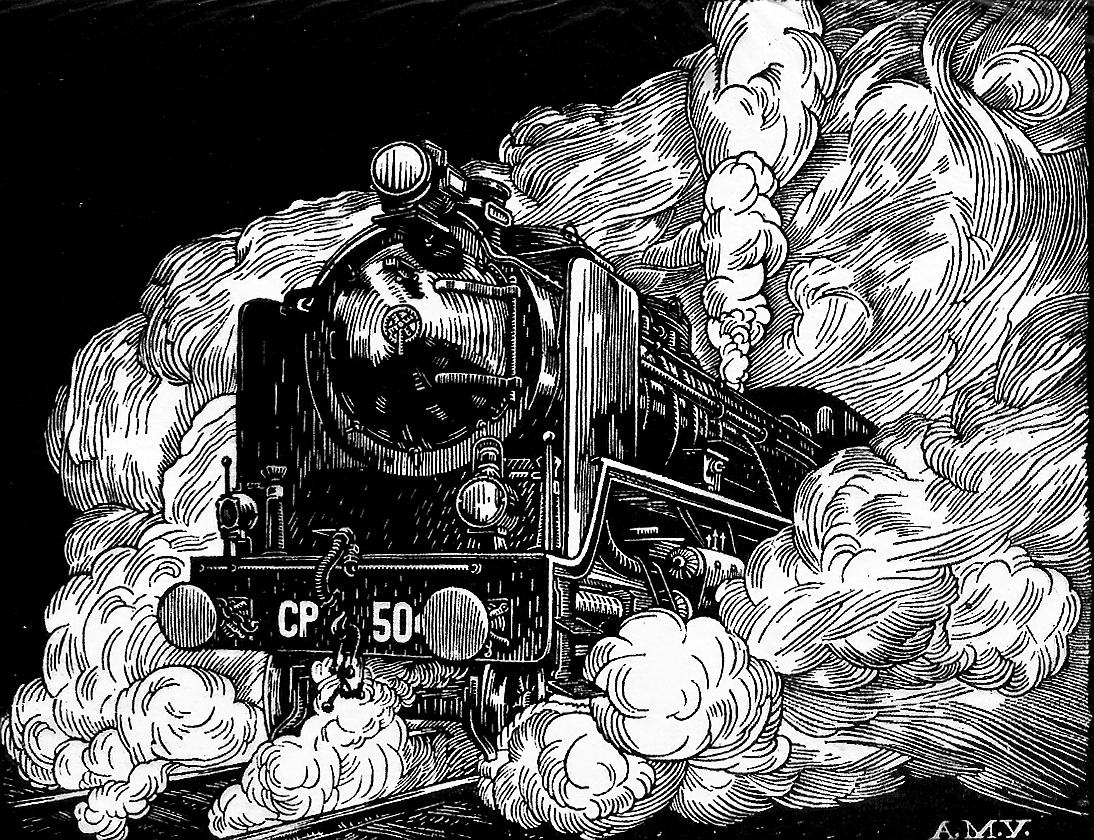
A locomotiva 504 da CP, 1938
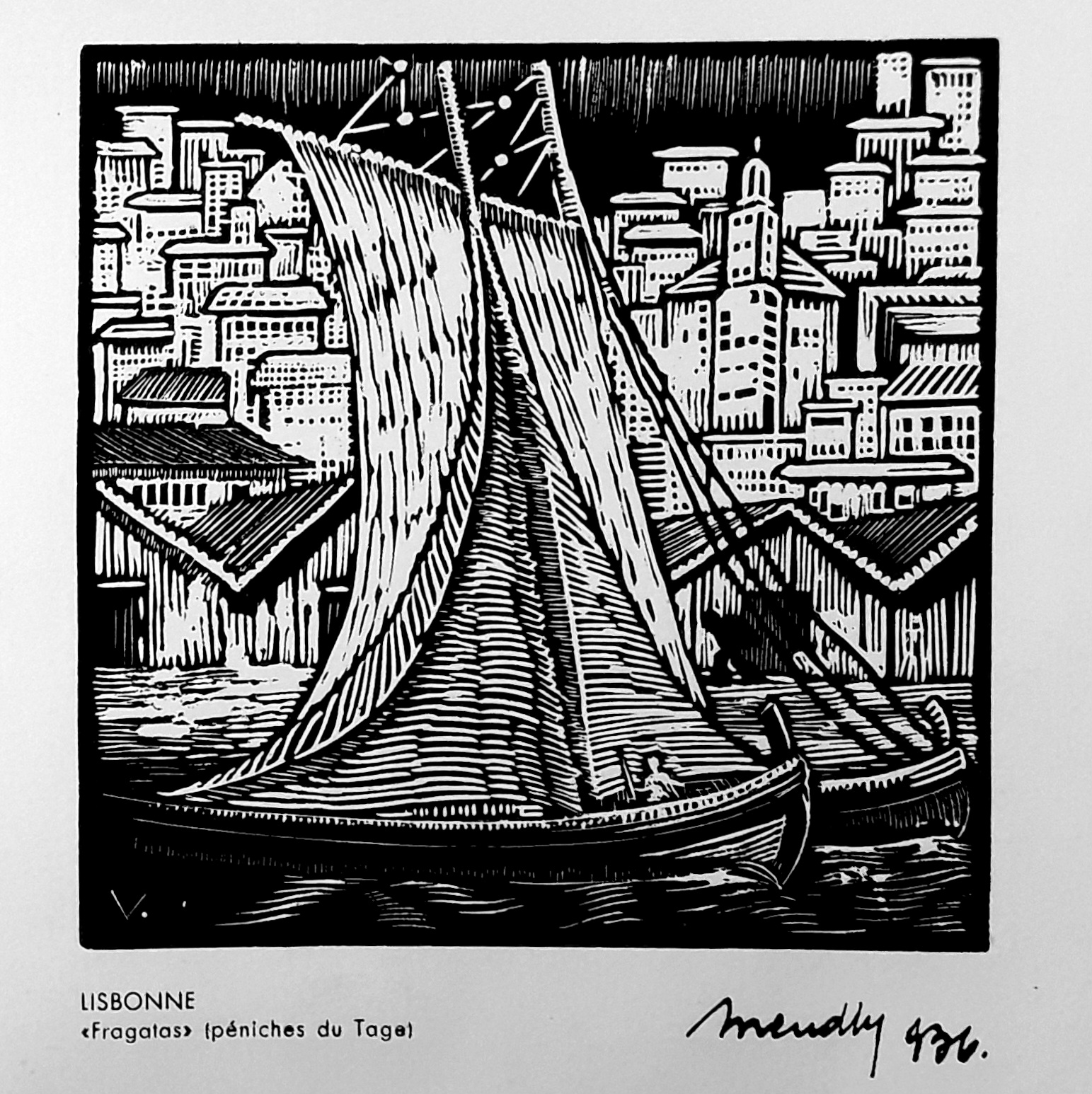
Fragatas do Tejo, 1936
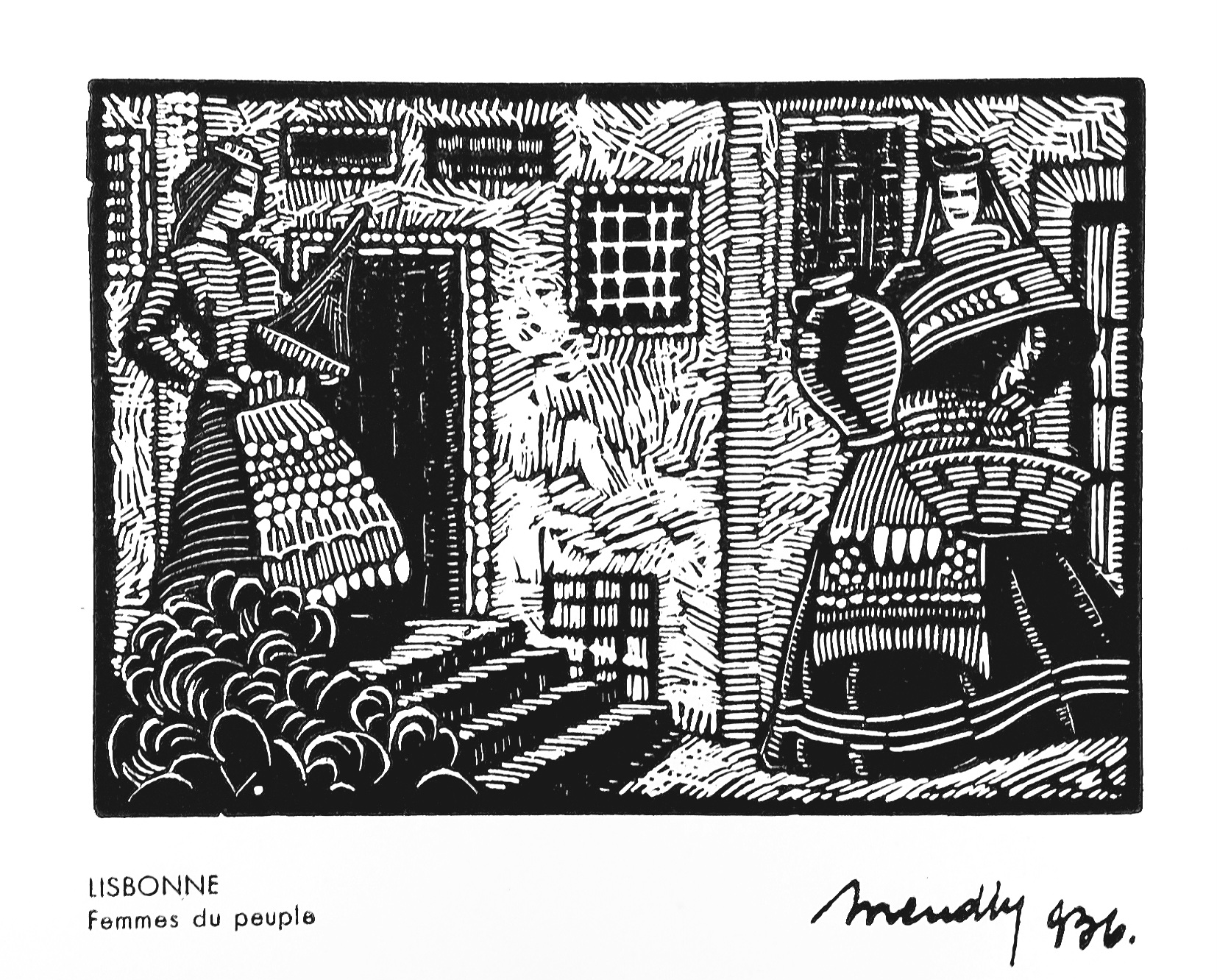
Mulheres do povo, 1936
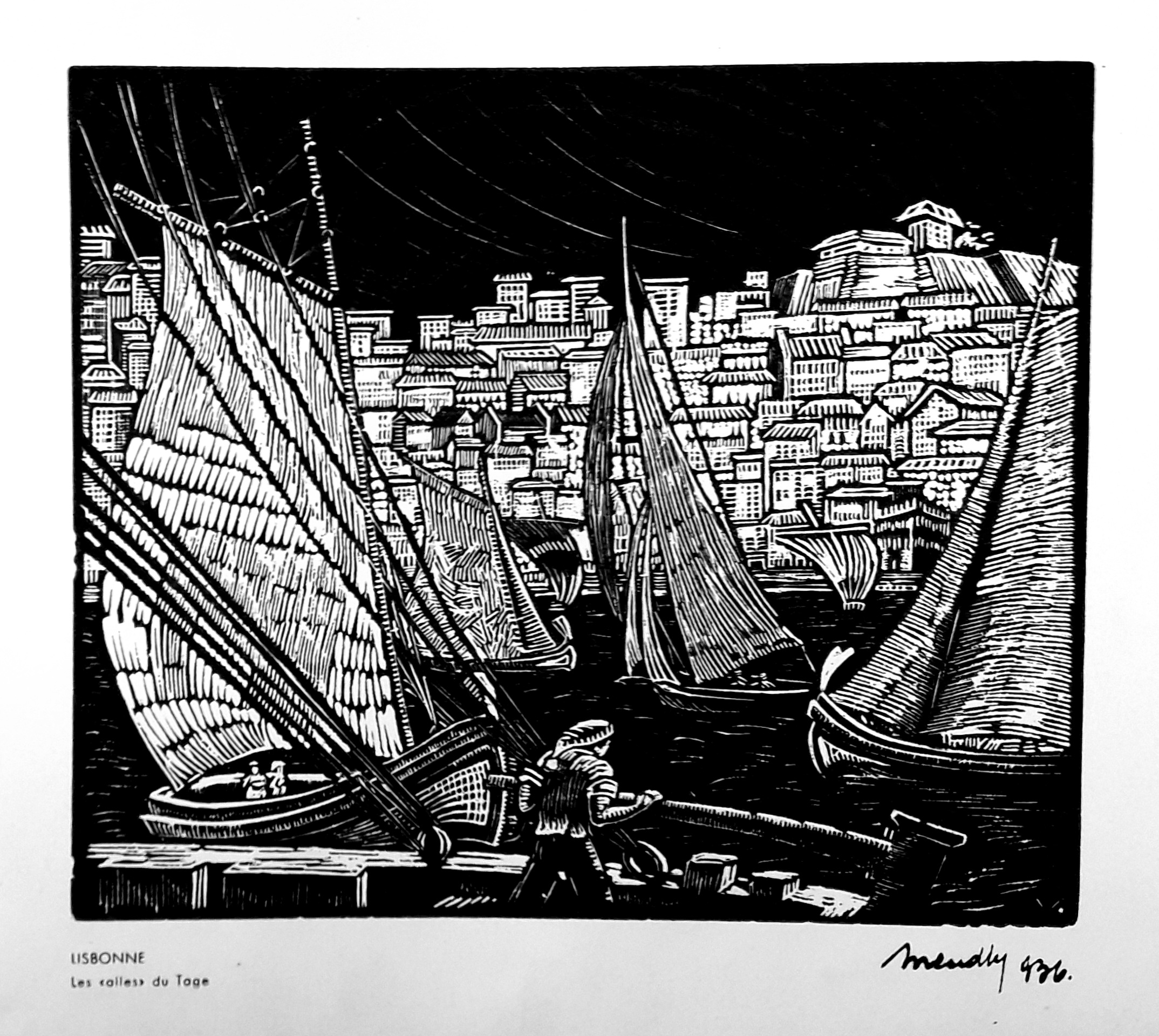
Asas do Tejo, 1936
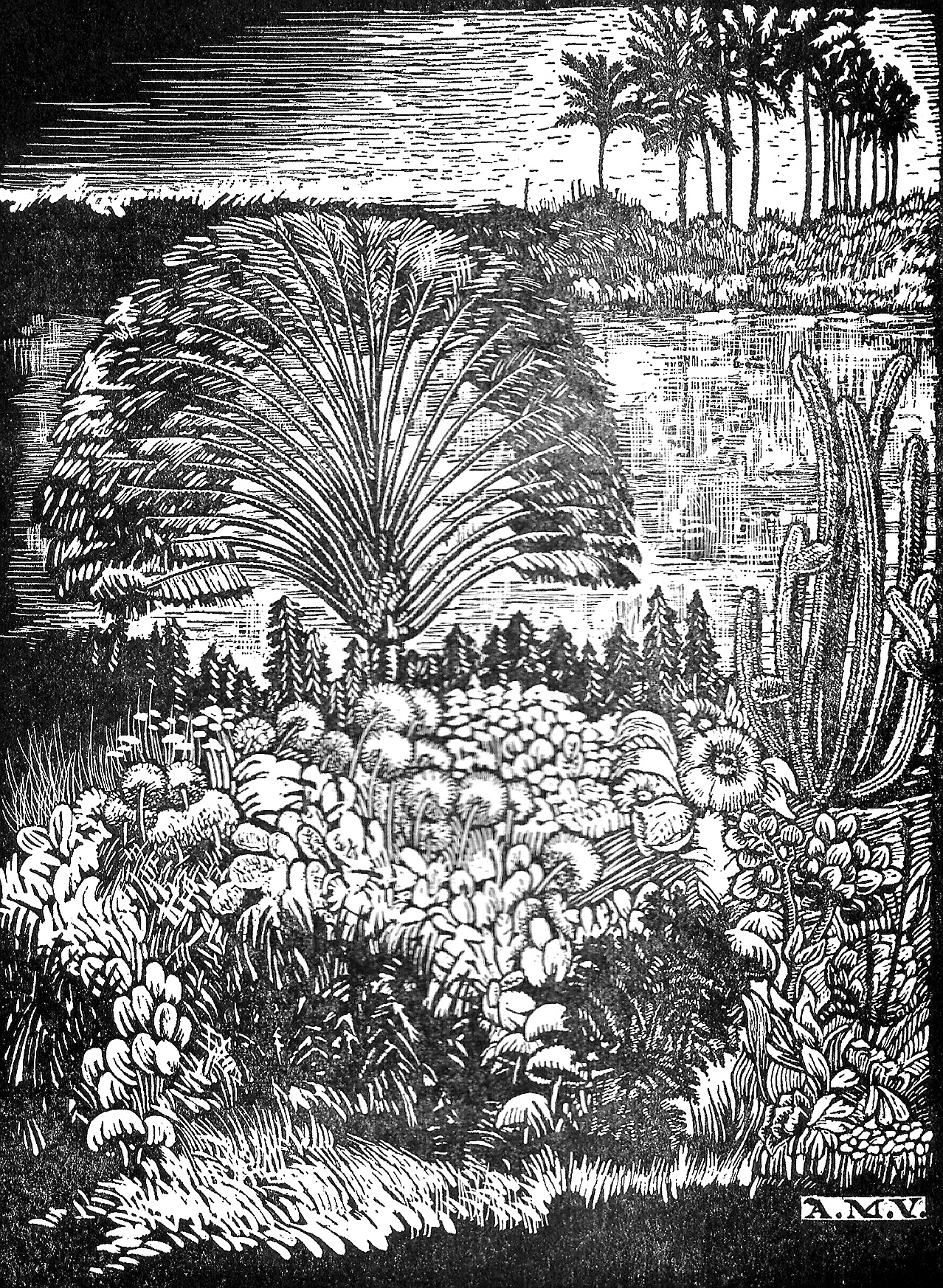
O Mato, 1937
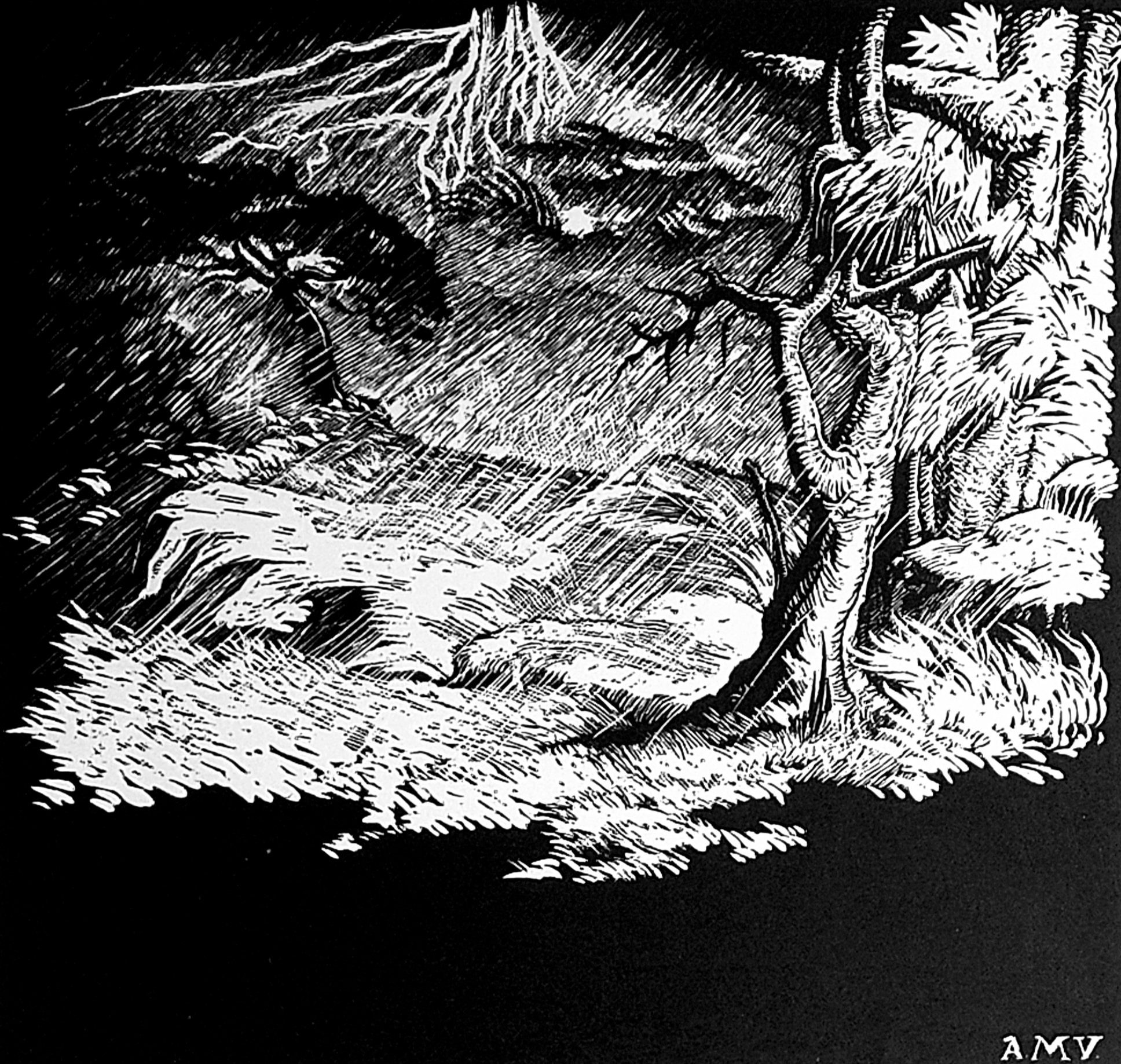
Tempestade no Mato, 1937–1938
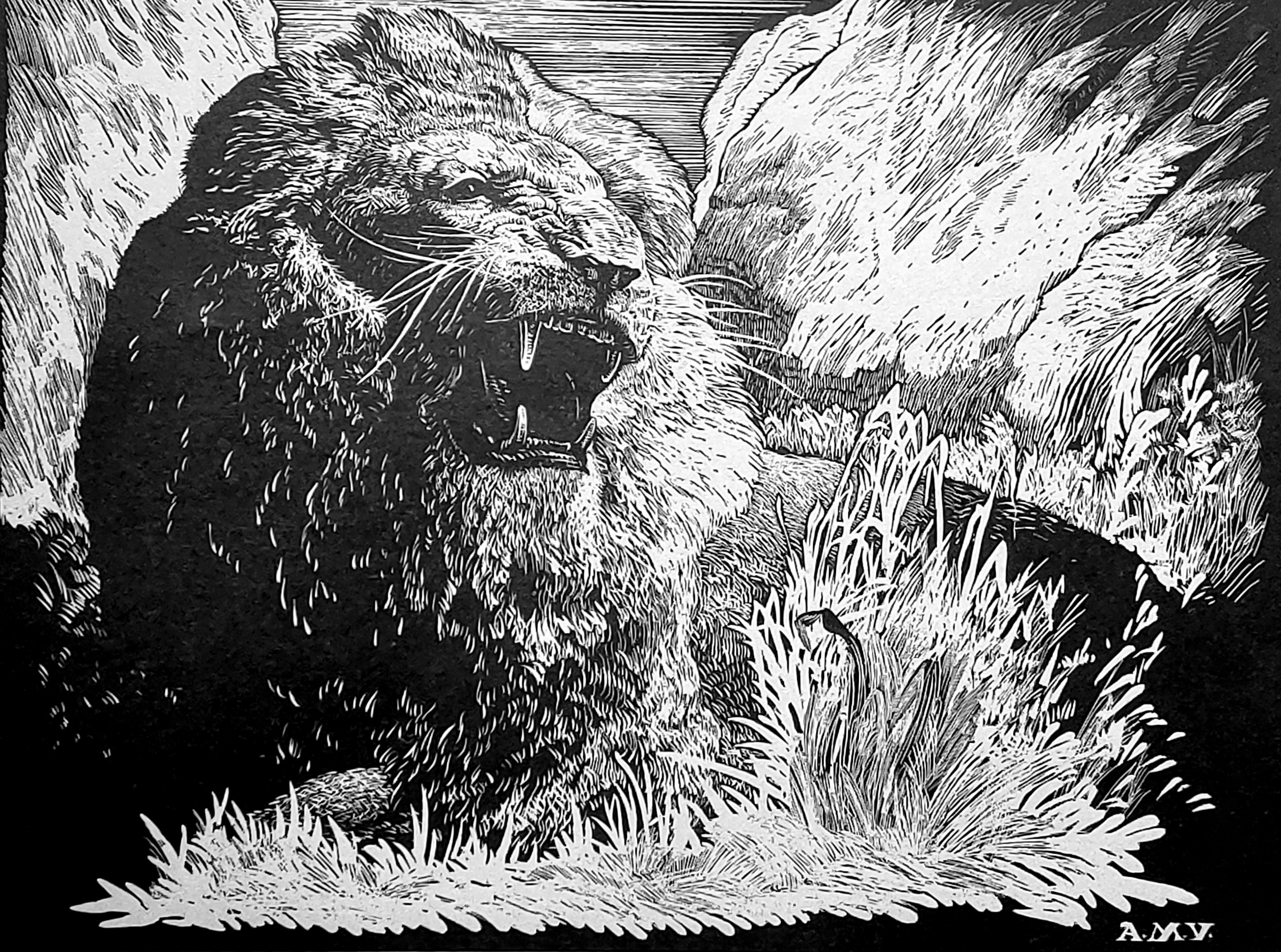
Leão, finais da década de 1930
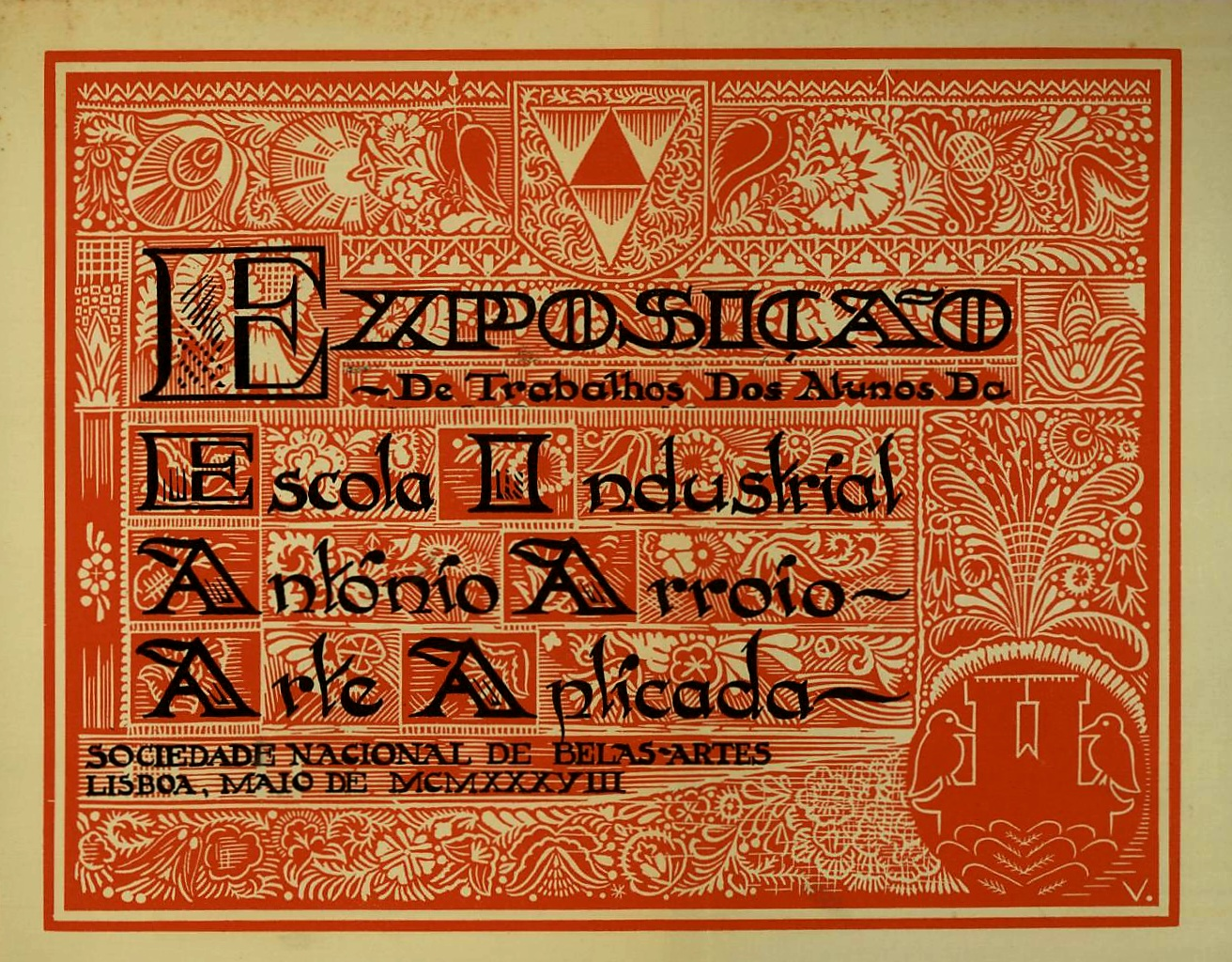
Exposição da Escola António Arroio na Sociedade Nacional de Belas Artes, Lisboa, 1938
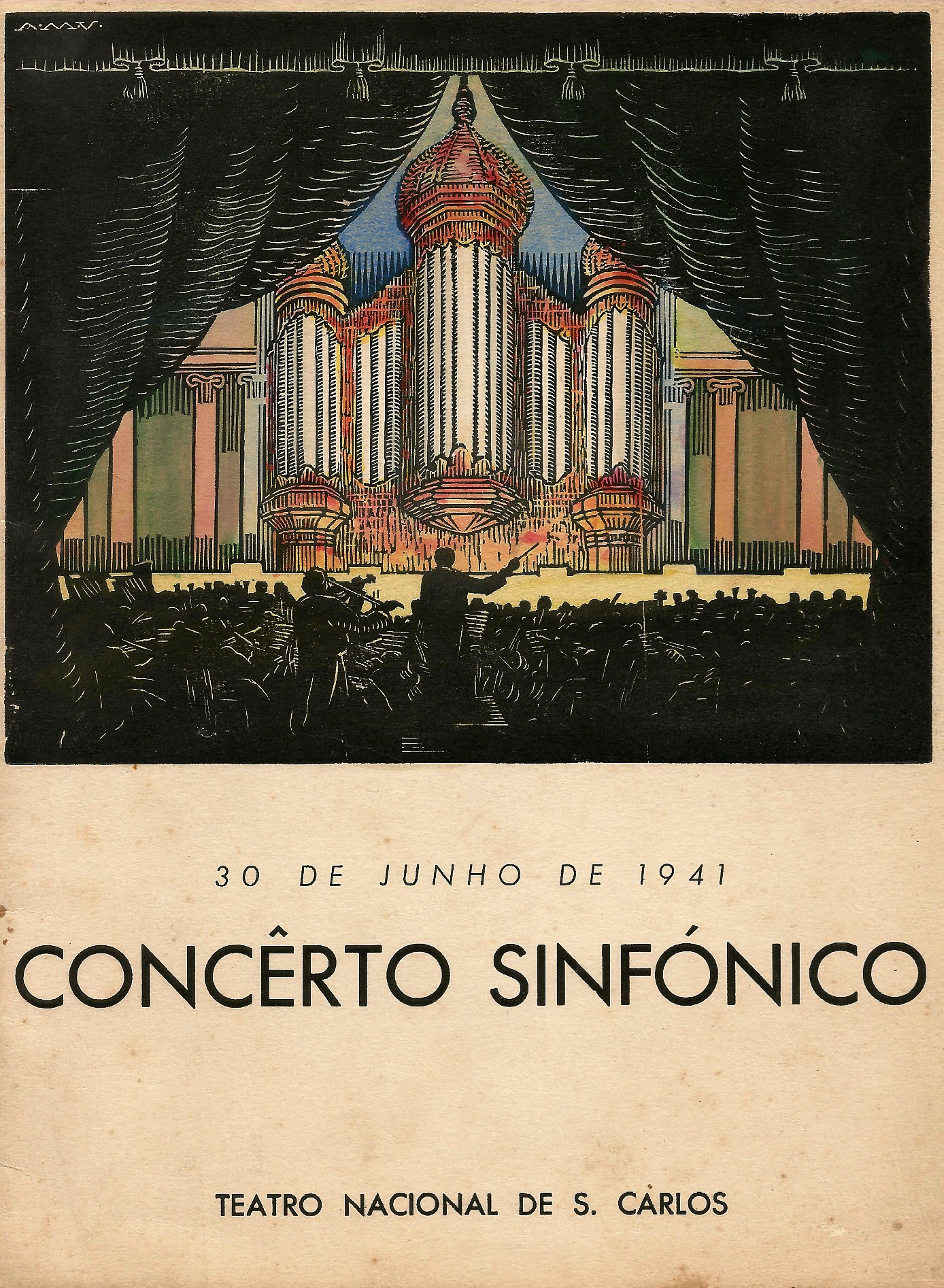
Concerto no Teatro Nacional de São Carlos, Lisboa, 1941